# Armada Rijeka
Armada Rijeka je reška navijaška skupina, ki je nastala maja, leta 1987. Podpirajo nogometni klub HNK Rijeka. Njihove barve sta svetlomodra in bela.
Ime in uradna ustanovitev skupine je bila v baru nakupovalne hiše »Ri« na Rijeki. Prva tekma, na kateri se je navijaška skupina pojavila pod imenom Armada, je bilo finale pokala Jugoslavije proti Hajduku v Beogradu, 9. maja 1987.

## Young Boys
Young boysi so podskupina Armade. Kot pove samo ime, je to mlajša generacija (14–18 let).

## Gesla
"Sami protiv svih" (Sami proti vsem). To geslo je eno najbolj značilnih, saj je Armada ena redkih navijških skupin ki nima bratskega kluba, kot ga ima večina navijaških skupin. Npr. Torcida Split je bratska skupina z Tornado Zadar. "Krepat ma ne molat" (Raje umreti kot popustiti). Geslo se prvič pojavi Leta 1977, na tekmi z Beograjskim Partizanom. "Majstori s mora" (Mojstri z morja). To geslo naj bi bilo kontroverzno, saj ga uporabljajo tudi pripadniki Torcide, čeprav so ta napis najverjetneje prvi uporabili Reški navijači. "Sloboda navijačima" (Svoboda navijačem). Geslo ki opisuje ne strinjanje z obnašanjem oz. Ravnjanjem policije in HNS-a."Nema zakona jačeg od nas" (Ne obstaja močnejši zakon kot smo mi). Geslo je nastalo ko so navijači Hajduka na svojem transparentu napisali "Torcida je zakon", na katero jim je Armada odgovorila z "Nema zakona jačeg od nas" kar je kasneje postalo geslo.

## Rivalstvo
Armadini največji rivali so pripadniki navijaške skupine Torcida iz Splita (HNK Hajduk Split) in pa BBB Zagreb (GNK Dinamo Zagreb), s katerimi se spopadajo tako kot na ulici tudi na stadionu. V času SFRJ je bilo spopadov oz. pretepov med temi skupinami bolj malo. Pravzaprav so takrat združeno hodili na tekme v Beograd, v želji da se srečajo z tamkajšnjimi Delijami (FK Crvena Zvezda) ali pa Grobari (FK Partizan). Najbolj znan incident med hrvaško-srbskimi skupinami se je zgodil na zagrebškem Maksimirju, na tekmi med Dinamom in Crveno zvezdo, ko so združeni navijači BBB-ja, Armade, Torcide, Kohorte ter še nekoliko manjših skupin, napadli Zvezdine navijače ki so bili nastanjeni na južni tribuni. Kot so povedali takratni Jugoslovanski novinarji, so med prvimi ki so podrli ograjo ter praktično začeli pretep z navijači Crvene Zvezde, bili pripadniki Armade.

## Razširjenost
Nogometni klub s Kvarnerja, ne podpirajo samo Rečani. Pripadnike navijaške skupine lahko najdemo po celi Primorsko - Goranskoj županiji. Pravtako jih je veliko v Istri in pa na otokih kot so Krk, Cres, Lošinj, Rab. Veliko je tudi navijačev na Področju Slovenije. Največ, jih je na Primorskem, predvsem v Jelšanah, kjer lahko najdemo tudi grafite, namenjene reškemu klubu.